# Sông Ke Dun
Sông Ke Dun (tên khác: Sông Da Ke Trou, Sông TaLi) là một con sông đổ ra Sông Cà Tót. Sông có chiều dài 31 km và diện tích lưu vực là 236 km². Sông Ke Dun chảy qua các tỉnh Lâm Đồng, Bình Thuận.